# A.300轟炸機
A.300是一款1930年代的捷克轟炸機，衍生自A.304轟炸機，於1938年首飛。儘管A.300有不錯的前景，飛機的發展和生產因為第二次世界大戰而中斷。

## 性能
基本信息
- 机组：3人

性能
武器

- 1 × 7.92 mm ZB-30 機槍 （前方）
- 1 × 7.92 mm ZB-30 機槍 （背部）
- 1 × 7.92 mm ZB-30 機槍 （腹部）
- 最多 1,000 kg (2,200 lb) 炸彈